# استوارت هولدن
 استوارت هولدن (انگلیسی: Stuart Holden؛ زادهٔ ۱ اوت ۱۹۸۵) یک بازیکن فوتبال اهل ایالات متحده آمریکا است.
وی همچنین در تیم ملی فوتبال ایالات متحده آمریکا بازی کرده‌است.
اوایل زندگی:
هولدن در کالتز، آبردین به دنیا آمد و پس از نقل مکان با خانواده اش در سن 10 سالگی، در شوگر لند، تگزاس بزرگ شد.  پدرش برای شرکت شورون در بخش منابع انسانی آن کار می کرد. او فوتبال دبیرستانی را در هیوستون برای مدرسه بین المللی Awty بازی کرد. او در سال 2003 از اوتی فارغ التحصیل شد و در 22 آوریل 2008 در مراسم افتتاحیه مجموعه ورزشی اوتی شرکت کرد.